# サミュエル・アダムズ (ビール)
サミュエル・アダムズ（Samuel Adams）は、アメリカ合衆国のボストン・ビール社（Boston Beer Company）のビールのブランドである。第二代大統領のジョン・アダムズの従兄にあたる実在の政治家、サミュエル・アダムズ（1722年9月27日 - 1803年10月2日）にちなんで名付けられた。

## 沿革
1860年にアメリカ・ミズーリ州セントルイスでルイス・コッチによって醸造されていたビール「ルイス・コッチ・ラガー」が元祖である。禁酒法時代を除き、1950年代初期までこの名前で販売されていた。
1985年、上記ルイス・コッチの玄孫（やしゃご）ジム・コッチがレシピを改良し、「サミュエル・アダムズ・ボストン・ラガー（Samuel Adams Boston Lager）」を発売。その後、1990年代のマイクロ・ブリュワリー興隆の流れを受け、サミュエル・アダムズはアメリカ最大の（しかも全米で販売されている）「地ビール」として人気を博している。

## 製品一覧
サミュエル・アダムズの主な製品は下記の通り。
- サミュエル・アダムズ・ボストン・ラガー（Samuel Adams Boston Lager）：主力のラガー
- サミュエル・アダムズ・ライト（Samuel Adams Light）：ライト・ビール
- サミュエル・アダムズ・ボストン・エール（Samuel Adams Boston Ale）：エール
- サミュエル・アダムズ・ペール・エール（Samuel Adams Pale Ale）：軽めのエール
- サミュエル・アダムズ・チェリー・ウィート（Samuel Adams Cherry Wheat）：ほのかなチェリー味
- サミュエル・アダムズ・クリーム・スタウト（Samuel Adams Cream Stout）：スタウト
- サミュエル・アダムズ・ブラウン・エール（Samuel Adams Brown Ale）：欧州ホップ使用のまろやかなエール
- サミュエル・アダムズ・ヒーフヴァイツェン（Samuel Adams Hefeweizen）：ヴァイツェン
- サミュエル・アダムズ・スコッチ・エール（Samuel Adams Scotch Ale）：スコッチの醸造に使うモルトを使用
- サミュエル・アダムズ・ブラック・ラガー（Samuel Adams Black Lager）：黒ビール
- サミュエル・アダムズ・ユートピアズ（Samuel Adams Utopias）：高アルコール商品（25.6％）
- サミュエル・アダムズ・チョコレート・ボック（Samuel Adams Chocolate Bock）：チョコレートのほのかな香り